# OR6F1
OR6F1 (англ. Olfactory receptor family 6 subfamily F member 1) – білок, який кодується однойменним геном, розташованим у людей на короткому плечі 1-ї хромосоми.  Довжина поліпептидного ланцюга білка становить 308 амінокислот, а молекулярна маса — 33 961.
| 10         |  | 20         |  | 30         |  | 40         |  | 50         |
| ---------- |  | ---------- |  | ---------- |  | ---------- |  | ---------- |
| MDTGNKTLPQ |  | DFLLLGFPGS |  | QTLQLSLFML |  | FLVMYILTVS |  | GNVAILMLVS |
| TSHQLHTPMY |  | FFLSNLSFLE |  | IWYTTAAVPK |  | ALAILLGRSQ |  | TISFTSCLLQ |
| MYFVFSLGCT |  | EYFLLAAMAY |  | DRCLAICYPL |  | HYGAIMSSLL |  | SAQLALGSWV |
| CGFVAIAVPT |  | ALISGLSFCG |  | PRAINHFFCD |  | IAPWIALACT |  | NTQAVELVAF |
| VIAVVVILSS |  | CLITFVSYVY |  | IISTILRIPS |  | ASGRSKAFST |  | CSSHLTVVLI |
| WYGSTVFLHV |  | RTSIKDALDL |  | IKAVHVLNTV |  | VTPVLNPFIY |  | TLRNKEVRET |
| LLKKWKGK   |  |            |  |            |  |            |  |            |

A: Аланін

C: Цистеїн

D: Аспарагінова кислота

E: Глутамінова кислота

F: Фенілаланін

G: Гліцин

H: Гістидин

I: Ізолейцин

K: Лізин

L: Лейцин

M: Метіонін

N: Аспарагін

P: Пролін

Q: Глутамін

R: Аргінін

S: Серин

T: Треонін

V: Валін

W: Триптофан

Кодований геном білок за функціями належить до рецепторів, g-білокспряжених рецепторів, білків внутрішньоклітинного сигналінгу. 
Задіяний у такому біологічному процесі як поліморфізм. 
Локалізований у клітинній мембрані, мембрані.